# De Dietrich 30 CV
Der De Dietrich 30 CV ist ein Rennwagen aus den 1900er Jahren. Hersteller war die Société de Dietrich et Cie de Lunéville in Frankreich.

## Beschreibung
Das Modell wurde nur 1903 hergestellt. Einen direkten Nachfolger gab es nicht. Die späteren Rennwagen dieses Herstellers waren stärker motorisiert.
Der Motor entstand nach einer Lizenz von Turcat-Méry. Er ist ein Vierzylinder-Reihenmotor mit automatischer Ventilsteuerung. Jeweils zwei Zylinder sind paarweise zusammengegossen. Der Motor war damals in Frankreich steuerlich mit 30 CV eingestuft. Der Hubraum lag etwa bei 6 bis 7 Liter, ausgehend vom 45 CV mit 10,6 Liter Hubraum und Type R mit 60 CV und 12,1 Liter Hubraum aus demselben Jahr.
Der Motor ist vorn längs im Fahrgestell eingebaut. Er treibt über Ketten die Hinterräder an. Die Bremse wirkt zeittypisch nur auf die Hinterachse.
Der offene Aufbau in Form eines Phaeton bot Platz für zwei Personen.

## Autorennen
Die Fahrer Mouter, Lafont und Camille du Gast starteten im Mai 1903 beim Rennen von Paris nach Madrid, das wegen vieler Unfälle in Bordeaux abgebrochen wurde.